# Esglésies de fusta dels Carpats eslovacs
Les Esglésies de fusta dels Carpats eslovacs són nou esglésies de fusta construïdes entre el segle xvi i el XVIII en vuit diferents localitzacions d'Eslovàquia. Estan inscrites a la llista del Patrimoni de la Humanitat de la UNESCO des del 2008.
S'inclouen dues esglésies catòliques (Hervartov, Tvrdosin), tres protestants (Hronsek, Leštiny, Kežmarok) i tres grecocatòliques (Bodružal, Ruská Bystra, Ladomirová) a més d'un campanar a Hronsek.

## Localització
| Codi     | Nom                                | Localitat    | Extensió                                                | Coordenades                                          | Imatge |
| -------- | ---------------------------------- | ------------ | ------------------------------------------------------- | ---------------------------------------------------- | ------ |
| 1273-001 | Església de Sant Francesc d'Asís   | Hervartov    | Zona de protecció: 0,08 ha. Zona de respecte: 5,35 ha.  | 49° 14′ 50″ N, 21° 12′ 15″ E / 49.24722°N,21.20417°E |        |
| 1273-002 | Església de Tots Sants             | Tvrdošín     | Zona de protecció: 0,75 ha. Zona de respecte: 1,7 ha.   | 49° 20′ 10″ N, 19° 30′ 33″ E / 49.33611°N,19.50917°E |        |
| 1273-003 | Església de Kežmarok               | Kežmarok     | Zona de protecció: 0,52 ha. Zona de respecte: 74,17 ha. | 49° 8′ 35″ N, 20° 25′ 50″ E / 49.14306°N,20.43056°E  |        |
| 1273-004 | Església de Leštiny                | Leštiny      | Zona de protección: 0,31 ha. Zona de respecte: 1,77 ha. | 49° 11′ 25″ N, 19° 21′ 37″ E / 49.19028°N,19.36028°E |        |
| 1273-005 | Església de Hronsek                | Hronsek      | Zona de protecció: 0,18 ha. Zona de respecte: 1,82 ha.  | 48° 38′ 56″ N, 19° 9′ 17″ E / 48.64889°N,19.15472°E  |        |
| 1273-006 | Campanar de Hronsek                | Hronsek      | Zona de protecció: 0,01 ha. Zona de respecte: 1,82 ha.  | 48° 38′ 56″ N, 19° 9′ 19″ E / 48.64889°N,19.15528°E  |        |
| 1273-007 | Església de Sant Nicolau           | Bodružal     | Zona de protecció: 0,35 ha. Zona de respecte: 2,27 ha.  | 49° 21′ 9″ N, 21° 42′ 28″ E / 49.35250°N,21.70778°E  |        |
| 1273-008 | Església de l'Arcàngel Sant Miquel | Ladomirová   | Zona de protecció: 0,06 ha. Zona de respecte: 1,58 ha.  | 49° 19′ 42″ N, 21° 37′ 35″ E / 49.32833°N,21.62639°E |        |
| 1273-009 | Església de Sant Nicolau           | Ruská Bystrá | Zona de protecció: 0,25 ha. Zona de respecte: 1,71 ha.  | 48° 51′ 25″ N, 22° 17′ 47″ E / 48.85694°N,22.29639°E |        |